# Afrovenator abakensis
Afrovenator abakensis ("caçador africà") és una espècie de dinosaure teròpode megalosàurid que va viure al període Cretaci en el que actualment és el nord d'Àfrica. Fou un predador bípede, amb la boca plena de dents punxegudes i tres urpes a cada mà. A partir de l'esquelet conegut s'ha estimat que aquest dinosaure feia uns 9 metres de longitud.